# 考那斯縣
考那斯縣是立陶宛十个县份之一，位於該國中部。面積8,086平方公里，人口562,841（2020年）。首府考那斯。2010年7月1日，立陶宛撤销了县级行政机构，从此考那斯縣仅保留为领土及统计单位。

## 市镇
考纳斯县内有8个市镇：
- 比爾什托納斯
- 約納瓦區
- 凱希亞多里斯區
- 考那斯市
- 考那斯區
- 凱代尼艾區
- 普列奈區
- 拉塞尼艾區